# バルダッサーレ・フランチェスキーニ
イル・ボルテラーノとも呼ばれたバルダッサーレ・フランチェスキーニ（Baldassare Franceschini、通称: Il Volterrano、 1611年 - 1689年1月6日）は、イタリアの画家である。

## 略歴
現在のトスカーナ州ピサ県のヴォルテッラ(Volterra)で彫刻家のガスパーレ・フランチェスキーニ(aspare Franceschini)の息子に生まれた。通称の「イル・ボルテラーノ」は出身地に因んでいる。子供時代から父親の弟子として働き、その後、ヴォルテッラで画家のCosimo Daddiの弟子になった。この修業時代に、フランチェスキーニの才能はトスカーナ大公妃、クリスティーナ・ディ・ロレーナに仕えるインギラーミ公爵(Curzio Inghirami)が認めるところとなり、フランチェスキーニが16歳の時に公爵によってフィレンツェに送られ、マッテオ・ロッセッリ(Matteo Rosselli: 1578-1650)の工房で修行し、フランチェスコ・フリーニ (c.1600-1646) やロレンツォ・リッピ(1606-1665)といった画家たちとも知り合った。
1635年から1636年にかけて、ジョヴァンニ・ダ・サン・ジョヴァンニ(Giovanni da San Giovanni: 1592-1636)の助手としてピッティ宮殿の装飾の仕事をした。その後、ヴォルテッラやフィレンツェのメディチ家の別荘、Villa La Petraiaなどで装飾画を描いた。
1652年から1660年の間、フィレンツェのニッコリーナ礼拝堂(Cappella Niccolina)の装飾画の仕事をしたが、この仕事のためにローマなどに旅し、当時ローマで活躍していたピエトロ・ダ・コルトーナ(1596-1669)のスタイルから影響を受けた作品を描くようになった。1683年頃にはサンティッシマ・アンヌンツィアータ教会(Basilica della Santissima Annunziata)のフレスコ画を描いた。
フィレンツェで没した。
弟子には Antonio Franchiや Benedetto Orsi、 Michelangelo Palloni、 Domenico Tempesta、 Cosimo Ulivelli 、Massimiliano Soldani-Benziがいる。

## 作品

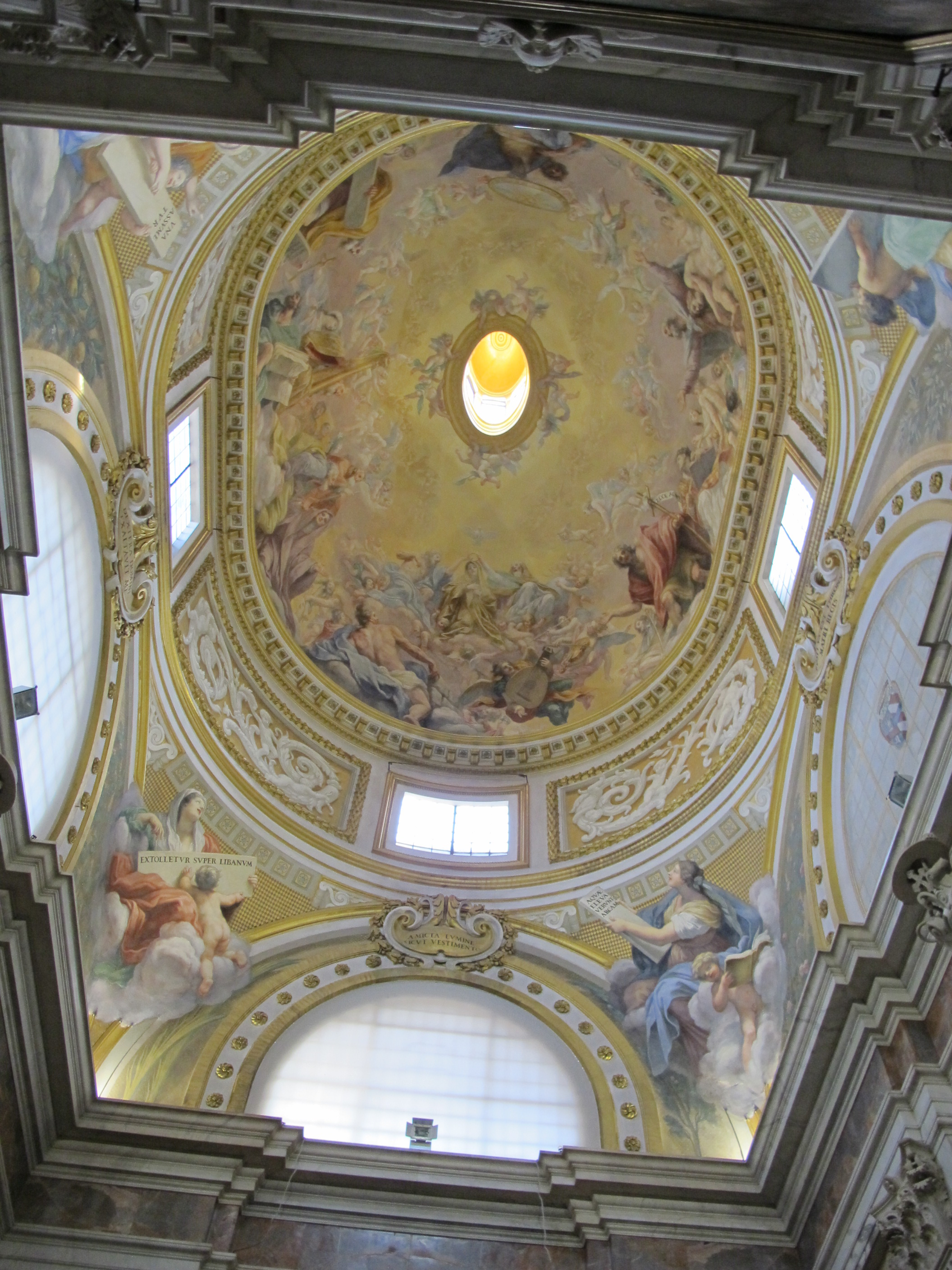
ニッコリーナ礼拝堂の装飾画
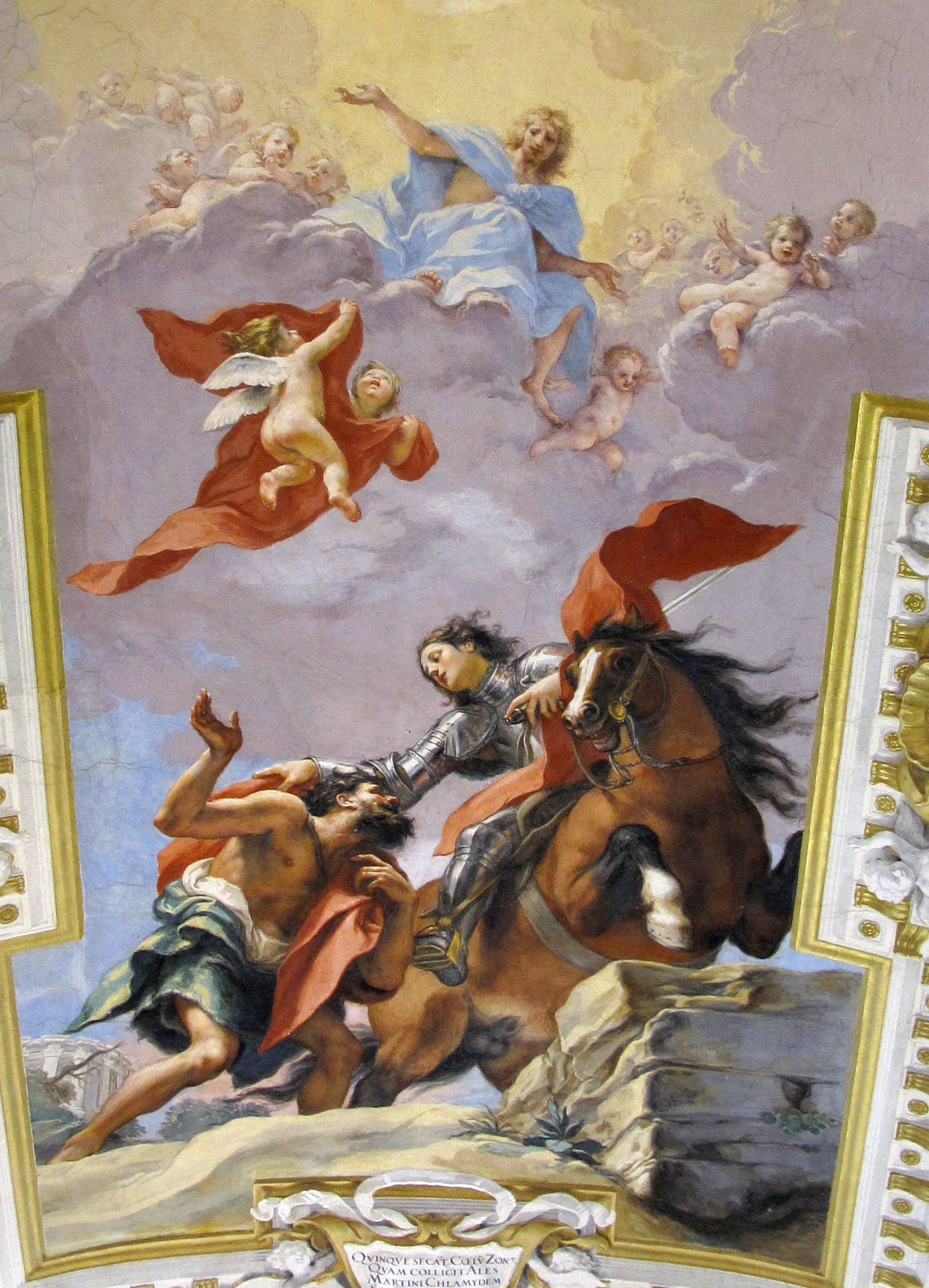
フィレンツェのサンクレメンテ宮殿の装飾画
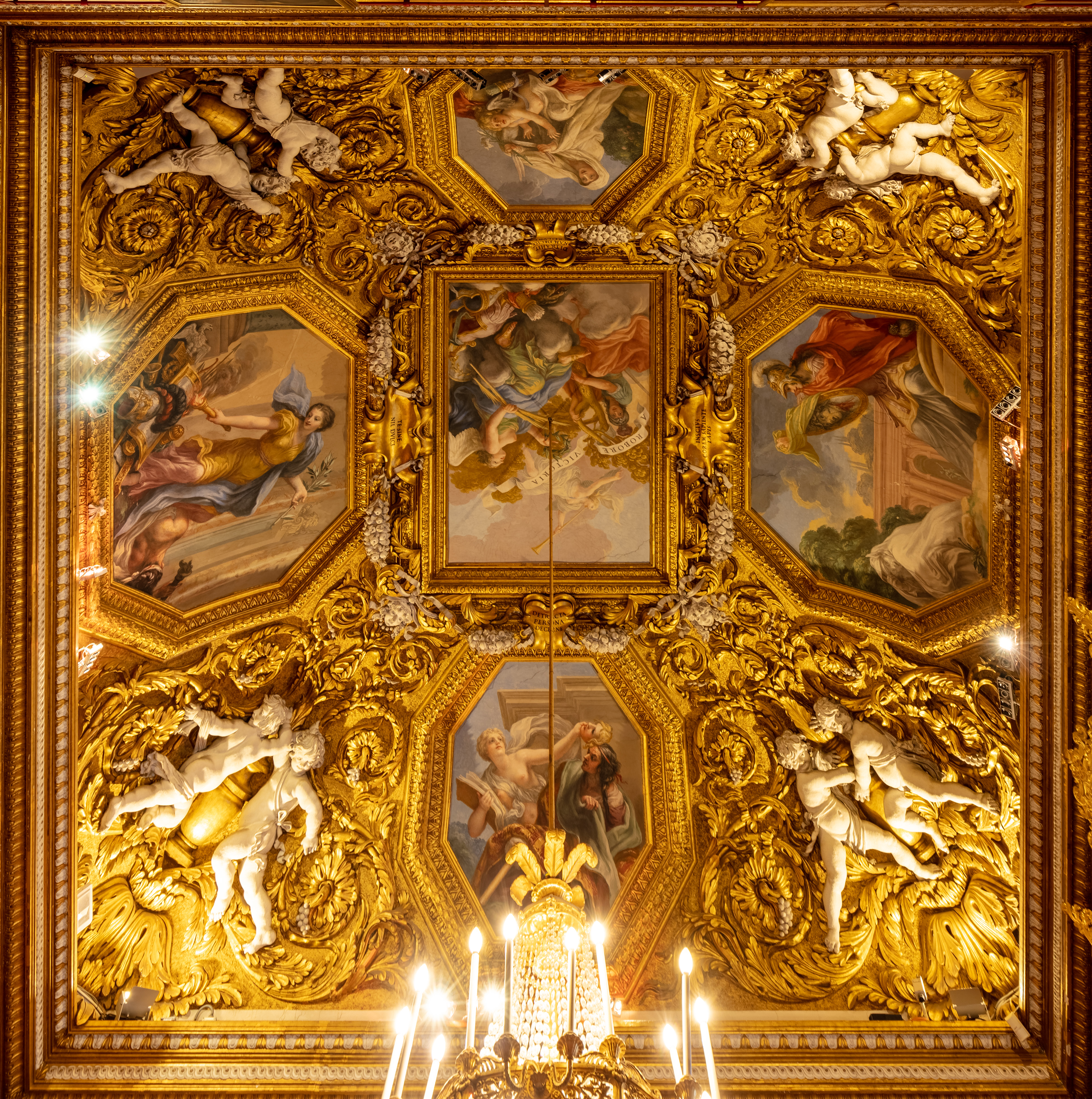
ピッティ宮殿装飾画
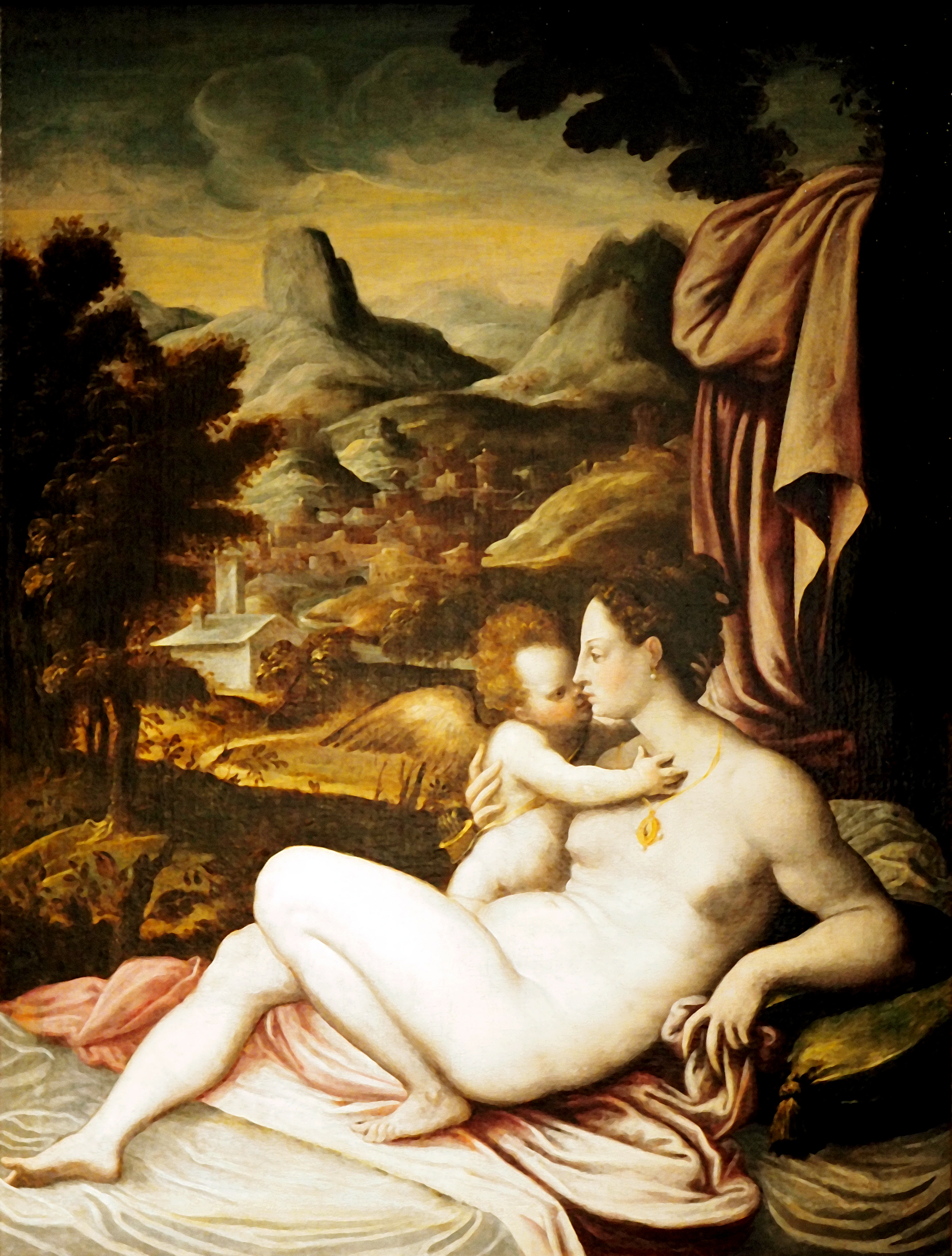
ヴィーナスとキューピッド Residence Museum in the Celle Palace